# Брница (Храстник)
Брница (словен. Brnica) је насељено место у општини Храстник, Засавска регија, Словенија.

## Историја
До територијалне реорганизације у Словенији била је у саставу старе општине Храстник.

## Становништво
У попису становништва из 2011. године, Брница је имала 232 становника.
| Број становника према пописима | Број становника према пописима | Број становника према пописима |
| ------------------------------ | ------------------------------ | ------------------------------ |
| 1991                           | 2002                           | 2011                           |
| 269                            | 239                            | 232                            |

Напомена: Године 2006. умањено за део насеља који је припојен насељу Храстник.